# La Serra (San Marino)
La Serra è una curazia (frazione) del castello di Acquaviva, nella Repubblica di San Marino.

## Storia
La Serra prende il nome dalla nobile famiglia pesarese dei La Serra, fuggita da Pesaro nel 1234 a causa dei debiti del capofamiglia Arnoldo La Serra.

## Geografia fisica
La Serra è considerata un'enclave. Per mancanza di connessioni stradali con la repubblica sammarinese, è raggiungibile solo dall'Italia, dal comune di Verucchio.